# Lycoperdon nigrescens
Lycoperdon nigrescens, conegut popularment per pet de llop, és un bolet semblant al pet de llop perlat, però té els agullons negrosos i és més comú als Pirineus. El va descriure científicament per primera vegada el científic naturalista suec Göran Wahlenberg el 1794.